# Railtraxx
Railtraxx NV is een Belgische spoorwegonderneming voor goederenvervoer. Het bedrijf is in 2009 opgericht. Sinds 2019 is Railtraxx de Belgische dochter van Rail Logistics Europe, de internationale goederenafdeling van de Franse SNCF.
Sinds de oprichting zorgt Railtraxx als spoorwegmaatschappij voor goederenvervoer in België, Nederland en Duitsland, vooral vanuit de havens van Antwerpen en Zeebrugge. Met eigen locomotieven en meestal in eigen huis opgeleid personeel, vervoert het bedrijf goederen via de publieke spoornetwerken.

## Geschiedenis
Railtraxx is opgericht in 2009. De oprichters deden eerder ervaring op in de spoorwereld bij Dillen & Le Jeune Cargo (DLC, later Crossrail Benelux), de eerste Europese private spoorwegmaatschappij.
In 2017 werd Railtraxx door het financieel-economische weekblad Trends benoemd tot Ambassadeur van de Antwerpse Gazellen (snelst groeiende bedrijven) bij de kleine bedrijven. Op dat moment waren er achttien locomotieven in gebruik, zowel diesel als elektrisch.
In april 2019 fuseerde het bedrijf met SNCF-dochter Captrain Belgium (40 werknemers) na een overname door de SNCF, nadat Captrain Belgium de spoorlicentie voor België had verloren. Railtraxx bleef ook na de fusie het handelsmerk van het fusiebedrijf, dat onderdeel werd van Rail Logistics Europe van SNCF. Het bedrijf is na de fusie een van de twaalf vrachtoperatoren op het Belgische spoornet, met wekelijks 100 treinen in België, Duitsland en Nederland. Eind 2020 had Railtraxx 83 voltijdse werknemers.
Eind 2021 is Railtraxx een van de negen erkende spoorwegondernemingen voor goederenvervoer, actief op het Belgische spoornet.
| Datum                     | beschrijving                                                                        |
| ------------------------- | ----------------------------------------------------------------------------------- |
| oktober 2009              | Oprichting Railtraxx                                                                |
| juni 2010                 | Start intermodale treinen Antwerpen-Novara                                          |
| 2011                      | Eerste diesellocomotief PB20 & Intermodale treinen Luik-Segrate en Hermalle-Veendam |
| 2013                      | Start intermodale treinen Mouterij Albert en Tata Steel                             |
| 2014                      | Omvorming naar Railtraxx NV met raad van bestuur                                    |
| 2014                      | Start opleiding aspirant-treinbestuurder in samenwerking met RTI                    |
| januari 2015              | 3.000 treinen per jaar                                                              |
| Januari 2018              | 5.000 treinen per jaar                                                              |
| januari 2020 januari 2022 | 7500 treinen per jaar 22 locomotieven in gebruik voor zo’n 9000 treinen per jaar    |

## Rail Competence Center
Het Rail Competence Center op het Eilandje in Antwerpen is sinds het voorjaar 2023 een erkend opleidingscentrum tot treinbestuurder in België, opgestart door Railtraxx. De opleiding duurt 12 maanden en staat open voor personeel van alle treinmaatschappijen.